# Juryj Puntus
Juryj Iosifavič Puntus (in bielorusso Юры Іосіфавіч Пунтус?; angl. Yuri Iosifovich Puntus; Minsk, 8 ottobre 1960) è un allenatore di calcio ed ex calciatore bielorusso, di ruolo attaccante.

## Palmarès

### Allenatore

#### Competizioni nazionali
- Campionato bielorusso: 2

BATĖ Borisov: 1999, 2002
- Coppa di Bielorussia: 2

MTZ-RIPA Minsk: 2004-2005, 2007-2008